# Sara Alberti
Sara Alberti (ur. 3 stycznia 1993 w Brescii) – włoska siatkarka, grająca na pozycji środkowej, reprezentantka kraju.

## Sukcesy klubowe
Mistrzostwo Włoch:
- 2017[3]
- 2024[4]

Puchar Challenge:
- 2022[5]
- 2025[6]

Puchar CEV:
- 2023[7]

## Sukcesy reprezentacyjne
Mistrzostwa Świata Juniorek:
- 2011

Volley Masters Montreux:
- 2019